# 1919 en littérature
| Années de la littérature : 1916 - 1917 - 1918 - 1919 - 1920 - 1921 - 1922    |
| Décennies de la littérature : 1880 - 1890 - 1900 - 1910 - 1920 - 1930 - 1940 |

Cet article présente les faits marquants de l'année 1919 en littérature.

## Évènements
- 8 mars : Rencontre à Paris de Paul Éluard et André Breton.
- 19 mars : Premier numéro de la revue « Littérature », fondée par André Breton, Philippe Soupault, Louis Aragon et René Hilsum, préfiguration du mouvement surréaliste.
- 21 mai : Mort de l’écrivain Victor Segalen.
- 26 juillet : Les éditions de la NRF deviennent la Librairie Gallimard.
- 25 octobre : Naissance du mouvement Clarté, dirigé par Henri Barbusse.
- 17 novembre : Librairie Shakespeare and Company dirigée par Sylvia Beach à Paris.

## Parutions

### Essais
- Publication à Zurich de l’Anthologie Dada (mai).
- Henri Bergson (philosophe), L’énergie spirituelle (novembre).
- Johan Huizinga (historien néerlandais), L'Automne du Moyen Âge.
- John Silas Reed (journaliste américain), Dix jours qui ébranlèrent le monde.
- Anton Pannekoek, Le matérialisme historique (titre original en néerlandais "De Nieuwe Tijd")

### Poésie
- André Breton, Usine, première expérience d’écriture automatique, 1er septembre
- André Breton et Philippe Soupault, Les Champs magnétiques.
- Blaise Cendrars, Du monde entier, en décembre.
- Jean Cocteau, Le Cap de Bonne-Espérance
- Jarosław Iwaszkiewicz (polonais), Huitains
- Arthur Rimbaud, Cahiers de Douai

### Romans

#### Auteurs francophones
- Pierre Benoit, L’Atlantide, Albin Michel.
- André Breton, Mont de piété.
- Blaise Cendrars, La Fin du monde filmée par l'Ange N.-D., avec des compositions en couleur de Fernand Léger. Paris, Éd. de la Sirène.
- Colette, Mitsou ou Comment l'esprit vient aux filles, Fayard.
- André Corthis, Pour moi seule, éditions Albin Michel.
- Roland Dorgelès, Les Croix de bois et Le cabaret de la Belle Femme chez Albin Michel.
- André Gide, La Symphonie pastorale.
- Jean Giraudoux, Elpénor, Émile-Paul Frères.
- Maurice Leblanc, L'Île aux trente cercueils, Éditions Pierre Lafitte.
- Pierre Louÿs, Manuel de civilité pour les petites filles à l'usage des maisons d'éducation, Bruxelles.
- Pierre Mac Orlan, La Clique du café Brebis, en mars.
- André Maurois, Ni ange, ni bête, Grasset, Paris.
- Marcel Proust, À l’ombre des jeunes filles en fleurs, Gallimard.
- Romain Rolland, Colas Breugnon.
- Jules et Michel Verne, L'Étonnante Aventure de la mission Bars.

#### Auteurs traduits
- Johan Huizinga (néerlandais), Automne du Moyen Age.
- Edith Maude Hull (anglaise), Le Cheik.
- Franz Kafka (allemand), La Colonie pénitentiaire (octobre).
- Dezsö Szabó (hongrois), Le Village à la dérive, qui devient le point d’ancrage du mouvement populiste hongrois (Dezsö Szabó, László Németh, Géza Féja, Sándor Karácsony, István Györffy).

### Ouvrages scientifiques
- Alfred Wegener, Die Entstehung der Kontinente und Ozeane (Genèse des océans et des continents) : ouvrage majeur du scientifique décrivant la théorie de la dérive des continents.

## Théâtre
- 11 avril : Inauguration du théâtre de Paris.
- Sacha Guitry, Mon Père avait raison

## Prix littéraires
- Prix Goncourt : À l'ombre des jeunes filles en fleurs de Marcel Proust (10 décembre)
- Grand prix du roman de l'Académie française : L'Atlantide de Pierre Benoit

## Principales naissances
- 1er janvier : J. D. Salinger, écrivain américain († 27 janvier 2010).
- 19 janvier : Joan Brossa, poète, auteur dramatique, dessinateur graphique et artiste plasticien catalan († 30 décembre 1998).
- 19 juillet : Robert Pinget, romancier et auteur dramatique français d'origine suisse († 25 août 1997).
- 17 septembre : Jean Venturini, écrivain et poète français († au champ d’honneur le 17 juin 1940).
- 26 septembre : Matilde Camus, poétesse espagnole († 28 avril 2012).
- 30 septembre : Georges Emin, poète, essayiste et traducteur arménien († 11 juin 1998).
- 22 octobre : Doris Lessing, écrivain britannique, prix Nobel de littérature en 2007 († 17 novembre 2013).

## Principaux décès
- 27 janvier : Endre Ady, poète hongrois, 42 ans.
- 13 mars : Fricis Bārda, poète letton (° 25 janvier 1880).
- 31 mars : Dolors Monserdà, écrivaine catalane (° 10 juillet 1845).
- 21 mai : Victor Segalen, écrivain français.
- 8 octobre : Eugène Demolder, écrivain belge, 56 ans
- 13 octobre : Karl Adolph Gjellerup, écrivain danois (° 1857).
- 4 novembre : Sophie Tolstoï, romancière et diariste russe, relectrice-correctrice de Léon Tolstoï (° 22 août 1844).